# Aeroportul Lázaro Cárdenas
Aeroportul Lázaro Cárdenas (IATA: LZC, ICAO: MMLC) este un aeroport din Municipality of Lázaro Cárdenas⁠(d), Michoacán, Mexic. Aeroportul a fost tranzitat în 2021 de 1.945 de pasageri.
Situat la o altitudine de 12 m, aeroportul dispune de o singură pistă.